# Područna nogometna liga Rijeka – 1. razred 1974./75.
Područna nogometna liga Rijeka – Prvi razred, također i kao Prvi razred Područne nogometne lige Rijeke; Područna liga Rijeka – 1. razred; Područna liga Rijeka (Prvi razred) je bila liga petog stupnja nogometnog prvenstva Jugoslavije u sezoni 1974./75. 
 
Sudjelovalo je 14 klubova, a prvak je bila "Klana".  

## Ljestvica
| mj. | klub                     | ut. | pob. | ner. | por. | gol+ | gol- | bod |
| --- | ------------------------ | --- | ---- | ---- | ---- | ---- | ---- | --- |
| 1.  | Klana                    | 26  | 17   | 7    | 2    | 75   | 27   | 41  |
| 2.  | Risnjak Lokve            | 26  |      |      |      |      |      | 36  |
| 3.  | Draga (Mošćenička Draga) | 26  |      |      |      |      |      | 33  |
| 4.  | Bakarac                  | 26  |      |      |      |      |      | 32  |
| 5.  | Rab                      | 26  |      |      |      |      |      | 30  |
| 6.  | Rječina Dražice          | 26  |      |      |      |      |      | 30  |
| 7.  | Primorje Rijeka          | 26  |      |      |      |      |      | 27  |
| 8.  | Goranin Delnice          | 26  |      |      |      |      |      | 24  |
| 9.  | Konstruktor Rijeka       | 26  |      |      |      |      |      | 23  |
| 10. | Vinodol Novi Vnodolski   | 26  |      |      |      |      |      | 22  |
| 11. | Bribir                   | 26  |      |      |      |      |      | 19  |
| 12. | INA Rijeka               | 26  |      |      |      |      |      | 19  |
| 13. | Krk                      | 26  |      |      |      |      |      | 15  |
| 14. | Goranprodukt Gerovo      | 26  |      |      |      |      |      | 12  |

## Rezultatska križaljka
| kratica | klub                     | BAK | BRI | DRA | GORI | GORP | INA | KLA | KON | KRK | PRI | RAB | RIS | RJE | VIN |
| --- | ------------------------ | --- | --- | --- | ---- | ---- | --- | --- | --- | --- | --- | --- | --- | --- | --- |
| BAK | Bakarac                  |     |     |     |      |      |     |     |     |     |     |     |     |     |     |
| BRI | Bribir                   |     |     |     |      |      |     |     |     |     |     |     |     |     |     |
| DRA | Draga (Mošćenička Draga) |     |     |     |      |      |     |     |     |     |     |     |     |     |     |
| GORI | Goranin Delnice          |     |     |     |      |      |     |     |     |     |     |     |     |     |     |
| GORP | Goranprodukt Gerovo      |     |     |     |      |      |     |     |     |     |     |     |     |     |     |
| INA | INA Rijeka               |     |     |     |      |      |     |     |     |     |     |     |     |     |     |
| KLA | Klana                    |     |     |     |      |      |     |     |     |     |     |     |     |     |     |
| KON | Konstruktor Rijeka       |     |     |     |      |      |     |     |     |     |     |     |     |     |     |
| KRK | Krk                      |     |     |     |      |      |     |     |     |     |     |     |     |     |     |
| PRI | Primorje Rijeka          |     |     |     |      |      |     |     |     |     |     |     |     |     |     |
| RAB | Rab                      |     |     |     |      |      |     |     |     |     |     |     |     |     |     |
| RIS | Risnjak Lokve            |     |     |     |      |      |     |     |     |     |     |     |     |     |     |
| RJE | Rječina Dražice          |     |     |     |      |      |     |     |     |     |     |     |     |     |     |
| VIN | Vinodol Novi Vnodolski   |     |     |     |      |      |     |     |     |     |     |     |     |     |     |
| |                          |     |     |     |      |      |     |     |     |     |     |     |     |     |     |
| podebljan rezultat - utakmice od 1. do 13. kola (1. utakmica između klubova) rezultat normalne debljine - utakmice od 14. do 26. kola (2. utakmica između klubova) rezultat nakošen - nije vidljiv redoslijed odigravanja međusobnih utakmica iz dostupnih izvora rezultat smanjen * - iz dostupnih izvora nije uočljiv domaćin susreta prekrižen rezultat - poništena ili brisana utakmica p - utakmica prekinuta 3:0 p.f. / 0:3 p.f. - rezultat 3:0 bez borbe |                          |     |     |     |      |      |     |     |     |     |     |     |     |     |     |

 Izvori:

## Unutarnje poveznice
- Riječko-pulska zona 1974./75.